# Vicente Jara
Vicente Anastasio Jara Segovia (Asunción, 22 de enero de 1941) es un exfutbolista paraguayo naturalizado español. Jugaba de delantero y pasó por varios clubes de España.

## Carrera
Comenzó su carrera en 1960 jugando para Guaraní. En 1962 fichó por Sol de América, en donde jugó hasta el año 1965, año en que fue a España para formar parte de las filas del Córdoba C. F.. La temporada siguiente fichó por el Valencia C. F., hasta 1968 cuando regresó al Córdoba C. F., el cual abandonaría definitivamente en 1969. En ese año regresó nuevamente al Valencia. Tras dos temporadas más con los valencianos, terminó su carrera en el CE Sabadell, donde finalmente se retiró en 1972.

## Selección nacional
Fue internacional con la selección de fútbol de España, con documentación falsificada. Estando en el Córdoba CF jugó un partido contra Irlanda de clasificación para la Eurocopa 1968 ganando en ese partido por 2-0.

## Clubes
| Club           | País     | Año       |
| -------------- | -------- | --------- |
| Guaraní        | Paraguay | 1960-1962 |
| Sol de América | Paraguay | 1962-1965 |
| Córdoba C. F.  | España   | 1965-1966 |
| Valencia C. F. | España   | 1966-1968 |
| Córdoba C. F.  | España   | 1969-1970 |
| Valencia C. F. | España   | 1969-1971 |
| C. E. Sabadell | España   | 1971-1972 |

## Palmarés

### Campeonatos nacionales
| Título                | Club           | Sede   | Año  |
| --------------------- | -------------- | ------ | ---- |
| Primera División      | Valencia C. F. | España | 1970 |
| Copa del Generalísimo | Valencia C. F. | España | 1966 |